# Place To Be
Albums de Hiromi
Beyond Standard
(2008) Voice
(2011)
Place To Be est un album de la pianiste Hiromi sorti en 2010.

## Description
Place To Be est le premier album solo de Hiromi qui y joue ses propres compositions dont la suite Viva! Vegas mais aussi le canon de Pachelbel qui est joué avec un piano préparé. Les titres Choux à la Crème et Capecod Chips font tous deux humoristiquement référence à de la nourriture, le premier étant le dessert favoris de la pianiste et le second un snack qu’elle consommait fréquemment lors de ses études au Berklee College of Music. On remarque également des références à des lieux comme la Suisse, le Portugal, l’Italie, Las Vegas ou encore le Brooklyn Queens Expressway de New York qui font écho au titre de l’album,.
La pianiste déclare à propos de l’album : « Je voulais vraiment que l’album soit un genre de journal de voyage. J’ai tellement voyagé ces dernières années que j’ai commencé à me demander à quel endroit je suis supposé être. »

## Réception Critique
JazzTimes : « Un des albums de piano solo les plus rafraichissants à émerger depuis un moment. »
Allaboutjazz : « Place To Be est une excitante et brillante aventure à travers la vie, le temps, et les voyages de Hiromi, une des artistes du jazz d’aujourd’hui les plus constamment inventive et impressionnante. »
AllMusic : « Hiromi peut être complaisante parfois, mais elle n’est jamais complaisante au sens négatif. Et le fait de ne pas être accompagné produit un excellent résultat pour elle sur Place To Be. »

## Liste des titres
Sauf indication, toutes les compositions sont de Hiromi
1. BQE – 5:57
2. Choux à la Crème – 5:30
3. Sicilian Blue – 8:27
4. Bern Baby Bern (Louie Bellson & Remo Palmier) – 2:57
5. Somewhere – 5:39
6. Capecod Chips – 5:42
7. Islands Azores – 4:30
8. Pachelbel's Canon (Johann Pachelbel) – 5:23
9. Viva! Vegas: Show City, Show Girl – 3:57
10. Viva! Vegas: Daytime In Las Vegas – 4:30
11. Viva! Vegas: the Gambler – 5:38
12. Place To Be – 6:42

## Musiciens
- Hiromi Uehara - Piano